# Jongen met zwaard
Jongen met zwaard (Frans: L'Enfant à l'épée, Engels: Boy Carrying a Sword) is een schilderij van Édouard Manet uit 1861. Het was het eerste portret dat hij van zijn stiefzoon Léon Leenhoff schilderde. Tegenwoordig maakt het deel uit van de collectie van het Metropolitan Museum of Art in New York. Het was een van de eerste twee werken van Manet die in een museum werden opgenomen.

## Voorstelling
Vergeleken met veel ander werk van Manet maakt Jongen met zwaard een afgewerkte en traditionele indruk. De schilder zelf vond het schilderij geslaagd, want hij stelde het minstens vijf keer tentoon in de hoop een koper te vinden. De jongen op het schilderij houdt een groot zwaard vast, een rekwisiet uit het atelier van Manet dat ook voor andere schilderijen dienst zou doen. De invloed van de Spaanse en Hollandse meesters die Manet bewonderde, zoals Velázquez en Frans Hals, is in het werk duidelijk terug te vinden, onder andere in de donkere, monochrome achtergrond. Ook het kostuum van de jongen en het zwaard verwijzen naar de zeventiende eeuw.
Léon Leenhoff herinnerde zich jaren later dat hij, toen hij ongeveer tien jaar oud was, voor dit schilderij geposeerd had. Het was de eerste keer dat Manet een schilderij maakte van de jongen, die een zoon was van Suzanne Leenhoff, zijn toekomstige vrouw. Over het vaderschap van de jongen doen verschillende theorieën de ronde, zowel Manet als zijn vader Auguste worden als mogelijke vader genoemd. Door sommige auteurs wordt daarom aan het schilderij een bijzondere symbolische waarde toegekend. Beth Archer Brombert beschouwt het schilderij bijvoorbeeld als een ecce filius, Manet die zijn stiefzoon aan de wereld toont. Het zwaard, vroeger een symbool van macht, wijst op de nobele afkomst van de jongen (Manet kwam uit een welgesteld milieu), maar ook op een last: de werkelijke eigenaar van het zwaard is immers afwezig, het zwaard is veel te groot om van de jongen zelf te zijn.

## Herkomst
- voor januari 1872: Manet verkoopt het werk voor 1.200 Franse frank aan Alexis-Joseph Febvre, Parijs.
- 8 januari 1872: verkocht aan Durand-Ruel voor 1.500 frank.
- 24 februari 1881: verkocht aan Jules Feder, Parijs voor 9.100 frank.
- 28 juni 1881: verkocht aan Durand-Ruel.
- 28 juni 1881: verkocht aan J. Alden Weir in opdracht van Edwin Davis voor 10.000 frank
- 1889: geschonken aan het Metropolitan Museum of Art nadat op een veiling geen koper was gevonden.